# Udzungwa-Stummelaffe
Der Udzungwa-Stummelaffe (Piliocolobus gordonorum), auch Roter Iringa-Stummelaffe genannt, ist eine Primatenart aus der Gruppe der Stummelaffen. 

## Merkmale
Das Fell dieser Primaten ist am Rücken und an der Außenseite der Gliedmaßen schwarz gefärbt, der Bauch ist weiß. Auffällig ist der leuchtend rote Haarschopf auf dem Kopf. Der Daumen ist wie bei allen Stummelaffen zurückgebildet, der Körperbau schlank. Diese Tiere erreichen eine Kopfrumpflänge von 46 bis 70 Zentimetern, wozu noch ein 52 bis 80 Zentimeter langer Schwanz kommt.

## Verbreitung und Lebensweise
Diese Primaten leben ausschließlich in den tansanischen Udzungwa-Bergen sowie dem diesen im Osten angrenzenden Tal des Kilombero und dem Galeriewald des  Msolwa. Der Gesamtlebensraum ist kleiner als 5000 km² und in zahlreiche Einzelhabitate fragmentiert. Hier werden von den Udzungwa-Stummelaffe verschiedene Waldtypen auf Höhen zwischen 250 und 2200 m bewohnt.

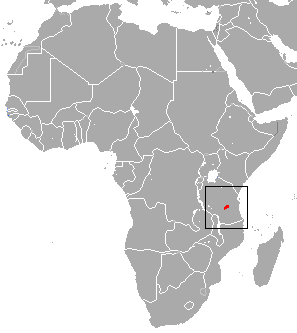
Verbreitungskarte des Udzungwa-Stummelaffen

Die Tiere sind tagaktiv und halten sich meist auf den Bäumen auf. Sie leben in Gruppen aus bis zu 83 Tieren, die sich aus vielen Männchen und Weibchen sowie Jungtieren zusammensetzen. Beide Geschlechter etablieren eine Rangordnung, die unter anderem im Zugang zu Nahrungsressourcen, in der gegenseitigen Fellpflege und dem Paarungsvorrecht zum Tragen kommt.
Ihre Nahrung besteht aus jungen Blättern, Früchten und Trieben. Wie alle Stummelaffen haben sie einen mehrkammerigen Magen zur besseren Aufschlüsselung der schwer verdaulichen Pflanzennahrung.

## Gefährdung und Schutz
Die Hauptbedrohung des Udzungwa-Stummelaffen stellen die Zerstörung und Fragmentierung des Lebensraumes dar, z. B. durch Umwandlung in Ackerland, Holzeinschlag und Holzkohlegewinnung. Auch Wilderei gefährdet die Bestände. Diese dürften mehrere 1000, aber vermutlich weniger als die früher angenommenen 15.400 Tiere umfassen. Aufgrund des begrenzten und hochgradig fragmentierten Areals und anhaltender Bestandsrückgänge wird die Art von der IUCN seit 2008 als stark gefährdet (endangered) eingestuft.
Etwa die Hälfte des Bestands lebt im Udzungwa-Mountains-Nationalpark und ist dort relativ sicher. 